# Jacob Fearnley
Jacob Fearnley (Edimburgo, 15 luglio 2001) è un tennista britannico.
Dal 2025 gioca prevalentemente nel circuito maggiore e i migliori risultati in singolare sono stati i terzi turni raggiunti agli Australian Open 2025 e al Roland Garros 2025. Quello stesso anno ha fatto il suo esordio nella squadra britannica di Coppa Davis. Nella classifica ATP ha raggiunto la 49ª posizione in singolare nel giugno 2025 e la 211ª in doppio nel luglio 2025.
In precedenza aveva giocato soprattutto nei circuiti minori e nel 2024 aveva scalato la classifica di singolare vincendo quattro tornei dell'ATP Challenger Tour. Aveva inoltre esordito prima in un torneo del circuito ATP e poi in una prova del Grande Slam a Wimbledon, dove aveva raggiunto il secondo turno ed era stato eliminato dopo aver vinto un set contro Novak Đoković.

## Statistiche

### Tornei Minori

#### Singolare

##### Vittorie (6)
| Legenda tornei minori |
| Challenger (4)        |
| ITF (2)               |

| N. | Data              | Torneo                            | Superficie  | Avversario in finale | Punteggio        |
| 1. | 16 giugno 2024    | Nottingham Challenger, Nottingham | Erba        | Charles Broom        | 4–6, 6–4, 6–3    |
| 2. | 11 agosto 2024    | Lincoln Challenger, Lincoln       | Cemento     | Coleman Wong         | 6–4, 6–2         |
| 3. | 15 settembre 2024 | Open de Rennes, Rennes            | Cemento (i) | Quentin Halys        | 0–6, 7–6(5), 6–3 |
| 4. | 29 settembre 2024 | Open d'Orleans, Orleans           | Cemento (i) | Harold Mayot         | 6–3, 7–6(5)      |

##### Finali perse (2)
| Legenda tornei minori |
| Challenger (0)        |
| ITF (2)               |

#### Doppio

##### Vittorie (3)
| Legenda tornei minori |
| Challenger (1)        |
| ITF (2)               |

| N. | Data           | Torneo                            | Superficie | Compagno        | Avversari in finale      | Punteggio           |
| 1. | 15 giugno 2023 | Nottingham Challenger, Nottingham | Erba       | Johannus Monday | Liam Broady Jonny O'Mara | 6–3, 6(6)–7, [10–7] |